# Ángel Dennis
Ángel Dennis Diaz, nascido em Havana a 13 de junho de 1977, é um jogador profissional de voleibol italo-cubano que joga atualmente pelo Sporting Clube de Portugal.

## Biografia
A carreira profissional do jogador começou em 1998, quando começou a jogar no IVECO Palermo até 2000. Ao representar a Seleção Cubana, ganhou a Liga Mundial de Voleibol em 1998 e o Campeonato das Américas em 2001, abandonando posteriormente o país para se estabelecer em Itália.
Após um período de inatividade, o jogador voltou a jogar em 2003 pelos italianos do Latina Volley, mudando para o Lube Macerata no ano seguinte após uma pequena experiência no Qatar. Com o Lube, o jogador conquistou o campeonato nacional italiano e a Supertaça de Itália em 2006, conquistando duas Taças CEV em 2005 e em 2006. Em 2006, casou com Simona Rinieri, jogadora de voleibol italiana, da qual ganhou a sua nacionalidade italiana.Em 2007, Angel Dennis separou-se de Simona Rinieri.
Atualmente é casado com a brasileira Sany Mazzuchetti, com quem tem uma filha de 5 anos, Elena Dennis.
Em 2017, o jogador assinou contrato com o Sporting Clube de Portugal. Os gigantes portugueses estiveram fora das competições durante 22 anos, tendo voltado em 2017.

## Palmarés
- 1 Taça Challenge
- 1 Campeonato Português
- 1 Campeonato Italiano